# در چشمانت (ترانه کایلی مینوگ)
«در چشمانت» تک‌آهنگی از هنرمند اهل استرالیا کایلی مینوگ است که در سال ۲۰۰۲ میلادی منتشر شد.
این تک‌آهنگ در چارت‌های استرالیا در رتبه اول و در چارت‌های ایتالیا، فنلاند، اسکاتلند، سوئیس، ایرلند، اسپانیا جزو ده ترانه اول قرار گرفت.